# Don Barclay
Don Barclay (nascido Donn Van Tassel Barclay; 26 de dezembro de 1892 – 16 de outubro de 1975) foi um ator, artista e caricaturista americano cujos muitos papéis se estenderam desde Keystone Cops em 1915 até Mary Poppins em 1964 e cujas muitas pinturas e caricaturas de celebridades lotaram estabelecimentos em todo o mundo e estão arquivados na Biblioteca do Congresso.

## Carreira
O comediante mais experiente, Don Barclay ajudou e mais tarde tornou-se colega de quarto de um ator novato em Bristol, Inglaterra, chamado Archie Leach. Barclay e Leach desenvolveram juntos um show de comédia para dois homens em Nova Iorque. Leach mais tarde tornou-se mais conhecido como Cary Grant e Grant voltou a trabalhar junto com Barclay a partir de 1920 em Nova Iorque e Hollywood, onde costumavam ser colegas de quarto. Eles permaneceram melhores amigos para toda a vida.
Ele começou sua carreira no Ziegfeld Follies. Barclay retratou centenas de papéis em filmes e vozes para Walt Disney, que considerava Barclay um amuleto de boa sorte. Ele é talvez mais reconhecido agora por sua interpretação do primeiro imediato do Almirante Boom, Sr. Binnacle no filme infantil da Disney, Mary Poppins. Seu personagem era um ex-contramestre da Marinha Real e vizinho da família Banks.

## Artista / Pintor

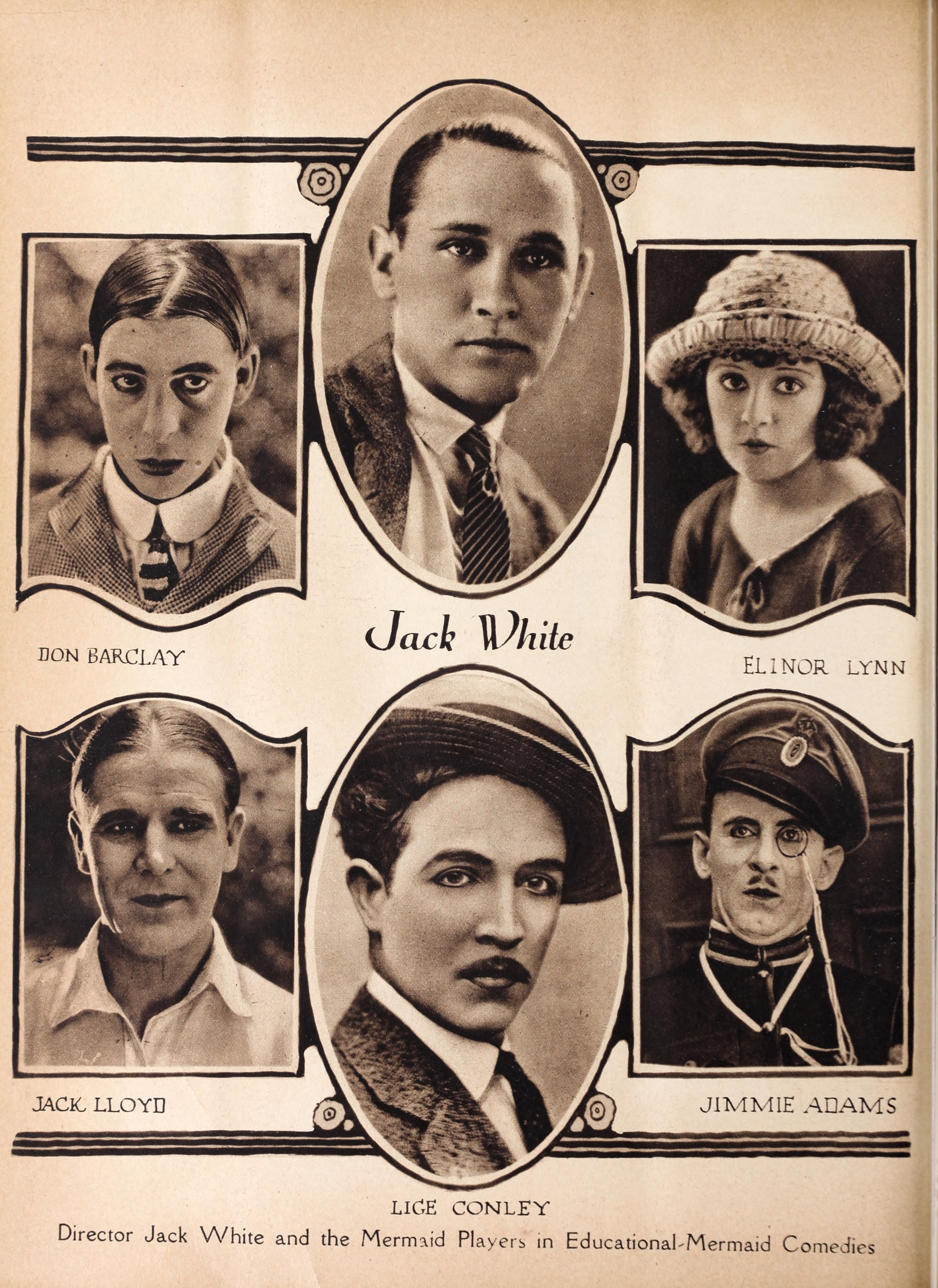
Promoção de 1922 com fotos de Jack White (centro) e "Jogadores" de Mermaid Comedies Don Barclay, Jack Lloyd, Lige Conley, Jimmie Adams e Elinor Lynn

As pinturas e caricaturas de Barclay são únicas porque muitas vezes foram pintadas nos próprios lotes do filme quando ele estava trabalhando com outros atores.
Barclay acabou se tornando um artista tão bem-sucedido, pintor de caricaturas de celebridades em seus sets de filmagem, que acabou ganhando mais dinheiro como artista do que como ator e deixou de atuar para se tornar um artista em tempo integral. Ele foi prolífico, produzindo centenas de caricaturas de celebridades para bares de todo o país, bem como para militares em quartéis. Muitas de suas pinturas estavam em exibição no Masquers Club em Los Angeles.
Dois exemplos famosos e notáveis de suas caricaturas pintadas com Bob Hope, "Old Four Eyes" e "Bob Hope and Elf", são apresentados no site oficial da Biblioteca do Congresso dedicado a Bob Hope (Old Four Eyes é rotulado erroneamente na atribuição como "Dan Barclay" - "Bob Hope and Elf" é atribuído corretamente na parte inferior da página LOC).
A atriz/diretora Diane Keaton comprou uma pintura de palhaço de Barclay, o que a levou a colecionar pinturas de palhaços e à publicação do livro da atriz chamado "Pinturas de Palhaços".
As grandes pinturas de Barclay são muito raras e colecionáveis, já que poucas de suas obras maiores sobreviveram, enquanto a Christie's e outras casas de leilões de alto perfil apresentam cada vez mais suas obras menores, como sua pintura de Stan Laurel.
Bob Hope colecionou uma série de canecas de cerâmica com Frank Sinatra, Joan Crawford, Jimmy Durante e Lou Costello produzidas por Barclay com base nas caricaturas de Don Barclay que foram leiloadas no leilão Julien Estates do Bob Hope Estate em Los Angeles.
Peças raras adicionais da coleção de canecas de celebridades do Barclay foram encontradas na Hake's Americana & Collectibles e também estão incluídas na coleção definitiva Birnkrant Collection de Mickey Mouse e personagens de quadrinhos, também conhecida como "Mouse Heaven", que ficou famosa por um filme de mesmo nome.

## Segunda Guerra Mundial
Durante o período anterior à Segunda Guerra Mundial, Barclay passou um tempo com a famosa unidade Tigres Voadores da 14ª AAF do general Claire Lee Chennault (então conhecida como "China Blitzers"), onde ilustrou cada pessoa do grupo.
De outubro a novembro de 1943, Barclay fez um show individual USO nº 302 para as tropas; percorrendo todas as bases no Norte da África, Arábia, Índia e China com sua atuação e desenhando caricaturas dos homens pelo caminho. Quando mais tarde regressou à China em 1945, estimou ter desenhado mais de 10.000 caricaturas de militares.

## Aposentadoria
Em 1970, Barclay se aposentou e comprou uma casa no bairro de Desert Park Estates, em Palm Springs, Califórnia, onde morreu.

## Filmografia selecionada
- That Little Band of Gold (1915)

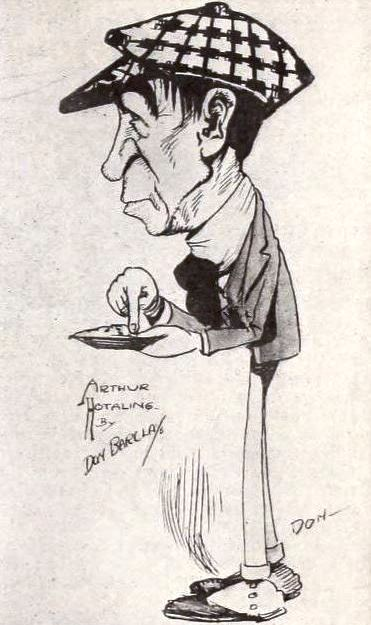
Esboço de Barclay do diretor de cinema Arthur Hotaling "explicando a arte suave de jogar uma torta de creme".

- Honky Donkey (1934) como Sr. Barclay
- Frisco Kid (1935) como Bêbado (sem créditos)
- The Murder of Dr. Harrigan (1935) como Jackson – o bêbado
- Man Hunt (1936) como Repórter Waffles
- The Lion's Den (1936) como Paddy Callahan
- Bengal Tiger (1936) como Lutador cômico (sem créditos)
- I Cover the War! (1937) como Elmer Davis
- Behind the Mike (1937) como Sparky
- The Spy Ring (1938) como Soldado Timothy O'Reilly
- Thunder in the Desert (1938) como Rusty
- Accidents Will Happen (1938) como Martin Dorsey – falso motorista bêbado
- Outlaw Express (1938) como Sargento Andy Sharpe
- Valley of the Giants (1938) como Bêbado (sem créditos)
- The Law West of Tombstone (1938) como O Professor (sem créditos)
- Sweethearts (1938) como Motorista de táxi de Leo (sem créditos)
- The Oklahoma Kid (1939) como Bêbado (sem créditos)
- The Flying Irishman (1939) como Bettor (sem créditos)
- Badlands of Dakota (1941) como Joe (sem créditos)
- Honky Tonk (1941) como Homem com Penas (sem créditos)
- South of Tahiti (1941) como Tatuador (sem créditos)
- Bedtime Story (1941) como Congressista (sem créditos)
- Sing Your Worries Away (1942) como Luke Brown (sem créditos)
- Blondie's Blessed Event (1942) como Garçom (sem créditos)
- Larceny, Inc. (1942) como Bêbado atropelado por jarro (sem créditos)
- This Gun for Hire (1942) como Pianista (sem créditos)
- Mexican Spitfire Sees a Ghost (1942) como Fingers O'Toole
- The Big Street (1942) como Mestre de cerimônias do concurso de alimentação (sem créditos)
- Mexican Spitfire's Elephant (1942) como Sr. Smith nos Elefantes (sem créditos)
- My Sister Eileen (1942) como Bêbado (sem créditos)
- The Falcon's Brother (1942) como Lefty
- Silver Queen (1942) como Bêbado (sem créditos)
- Pittsburgh (1942) como Bêbado (sem créditos)
- Frankenstein Meets the Wolf Man (1943) como Franzec
- After Midnight with Boston Blackie (1943) como Balconista de charutos (sem créditos)
- The More the Merrier (1943) como Bêbado (sem créditos)
- Good Morning, Judge (1943) como Cara de biscoito
- Thank Your Lucky Stars (1943) como Pete (sem créditos)
- Shine On, Harvest Moon (1944) como Motorista de ônibus (sem créditos)
- Once Upon a Time (1944) como Fotógrafo (sem créditos)
- In Society (1944) como Bêbado (sem créditos)
- Practically Yours (1944) como Don Barclay (sem créditos)
- Having Wonderful Crime (1945) como Bartender (sem créditos)
- Thunder Town (1946) como Bartender Nick (sem créditos)
- A Paixão dos Fortes (1946) como Proprietário da Ópera (sem créditos)
- Big Town After Dark (1947) como Gambler (sem créditos)
- The Sainted Sisters (1948) como Dr. Benton (sem créditos)
- Whispering Smith (1948) como Dr. Sawbuck
- Father Was a Fullback  (1949) como Arquibancada "Treinador" (sem créditos)
- Cinderela (1950) como Porteiro (voz)
- Alice no País das Maravilhas (1951) como Outras Cartas (voz)
- Peter Pan (1953) (voz)
- A Bela Adormecida (1959) (como modelo de ação ao vivo para os animadores da Disney usarem como guia) como Rei Hubert
- One Hundred and One Dalmatians (1961) (voz)
- Mary Poppins (1964) como Sr. Binnacle
- Bedknobs and Broomsticks (1971) como Transeunte da Portobello Road (sem créditos) (último papel no cinema)